# Cnidiocarpa
Cnidiocarpa là chi thực vật có hoa trong họ Apiaceae.